# Neorhagadochir (Drepanembia) salvini
Neorhagadochir (Drepanembia) salvini is een insectensoort uit de familie Archembiidae, die tot de orde webspinners (Embioptera) behoort. De soort komt voor in Centraal-Amerika.
Neorhagadochir (Drepanembia) salvini is voor het eerst wetenschappelijk beschreven door MacLachlan in 1877.